# Júlia Rajk
Dans le nom hongrois Rajk Júlia, le nom de famille précède le prénom, mais cet article utilise l’ordre habituel en français Júlia Rajk, où le prénom précède le nom.
Júlia Rajk (née Júlia Földi le 9 février 1914 à Budapest et morte le 6 septembre 1981 dans la même ville) est une personnalité politique hongroise. Elle est l’épouse de László Rajk et se consacre, après son exécution en 1949, à sa réhabilitation ainsi qu’à la mémoire des opposants au régime hongrois soviétique.

## Biographie
Née à Budapest en 1914, Júlia Földi est originaire d’une famille ouvrière communiste. Dans les années 1930, elle habite à Paris s’implique dans les activités du Secours rouge international. Földi revient en Hongrie au début de la Seconde Guerre mondiale. Elle fait la connaissance de László Rajk lorsqu’il est emprisonné à Budapest en 1941 et qu’elle lui sert de contact avec le parti communiste hongrois alors clandestin ; elle l’épouse en 1946. Elle occupe à partir de cette date un poste à la direction de l’Alliance démocratique des femmes hongroises (MNDSZ). En juin 1949, László Rajk (alors ministre des affaires étrangères) est arrêté, accusé par le régime du premier ministre Mátyás Rákosi et du ministre de l’intérieur János Kádár de titisme.
Elle est arrêtée au même moment et condamnée à cinq ans de prison en mars 1950. Le fils du couple, László, alors âgé de cinq mois, est pris en charge par un orphelinat, probablement l’institut Lóczy, sous le nom de István Kóvács (le nom le plus courant de Hongrie), puis adopté par la famille de la sœur de Júlia sous le nom d’István Györk.
À sa sortie de prison en juin 1954, elle reçoit des documents d’identité au nom de Györk, le régime souhaitant faire disparaître le nom de Rajk. Lorsque la possibilité d’un appel de son cas est étudiée en juillet de la même année, la documentation et les archives du procès sont introuvables, ce qui conduit à la reconstitution des pièces (dans la mesure du possible) et à un acquittement de Júlia Rajk en juillet 1955, faute de preuves ; elle est donc officiellement réhabilitée à ce moment. Après avoir activé son réseau notamment au sein du parti communiste, elle en redevient membre en août 1955. Simultanément, une enquête est relancée au sujet du procès Rajk par les nouveaux responsables du ministère de l’Intérieur ; parmi les nouveaux éléments contextuels pris en compte figurent les activités de Júlia Rajk et ses communications informelles avec son réseau, risquant de mettre à mal les versions officielles de Rákosi. Júlia Rajk est entendue dans le cadre de la révision du procès, en tant que "Mme László Györk", mais s’efforce de signer ses témoignages de son nom d’épouse. En novembre 1955, László Rajk est acquitté de certains chefs d’accusation mais reste entaché de soupçons ; insatisfaite de la décision, Rajk s’adresse au comité central du parti pour obtenir gain de cause et obtient un rendez-vous début décembre, dont il ne reste pas de compte-rendu écrit.
Dans le cadre de son combat pour la réhabilitation de son mari et de l’organisation d’une cérémonie d’enterrement publique, elle prononce un discours le 18 juin 1956 lors d’un événement du cercle Petöfi (organisation plutôt jeune et réformiste). Lorsqu’il lui est accordé une contrepartie financière par le comité de réhabilitation, elle décide de reverser la somme octroyée aux universités populaires sur le point de rouvrir dans le pays. Le 27 septembre, elle est informée que le corps de son mari et de trois autres condamnés a été retrouvé et serait enterré, après identification, le 1er octobre, lors d’un événement organisé par le parti et en comité restreint. Après d’âpres négociations avec les autorités, menaçant même de ne pas assister à une cérémonie restreinte, Júlia Rajk obtient le 5 octobre une cérémonie solennelle, que l’accès au cimetière soit autorisé au public et des dispositions pour permettre aux travailleurs d’assister à l’événement.
Le 6 octobre 1956 a finalement lieu la réinhumation de László Rajk au cimetière de Kerepesi à Budapest. Júlia Rajk est présente, tout comme Imre Nagy, qui fait partie de la tête d’un cortège de 300 000 personnes. Cet événement est un prélude à l’insurrection de fin octobre. Rajk ne se trouve pas en Hongrie lors du début des événements, mais à Berlin, et rentre à Budapest seulement le 2 novembre. Elle est choisie par Imre Nagy pour rejoindre les équipes du nouveau ministre de l’Information Géza Losonczy. Lorsque l’armée soviétique occupe la ville et la Hongrie le 4 novembre, Júlia Rajk se réfugie à l’ambassade yougoslave avec son fils et demande le statut de réfugiée politique ; elle est emmenée en Roumanie, à Snagov, avec d’autres acteurs du groupe Nagy. Elle en est libérée en 1958. À partir de ce moment, elle demande la réhabilitation d’Imre Nagy, s’implique dans la première ONG autorisée en Hongrie depuis leur interdiction en 1951 (un refuge pour chiens) et défend l’accès à l’avortement.
À côté de son activisme, elle travaille aux archives nationales de Hongrie jusqu'à sa retraite ; elle meurt d’un cancer en 1981.

## Postérité
L’historienne hongroise Andrea Petö a publié une monographie et plusieurs articles de recherche en se basant sur des entretiens avec son fils et une partie de ses archives, ainsi que sur des sources journalistiques d’époque.